# Pedro Septién
Pedro Septién Orozco (Santiago de Querétaro, 21 de marzo de 1916-Ciudad de México, 18 de diciembre de 2013) fue un legendario locutor y renombrado cronista deportivo mexicano. Ícono y figura central de las crónicas periodísticas deportivas en su país, en los últimos 75 años, especialmente del béisbol, disciplina de la que fue un gran apasionado. Conocido como "El dinámico Mago Septién" desde su juventud, fue famoso por su vasto conocimiento sobre la gran mayoría de los deportes, en especial el béisbol de las Grandes Ligas de Béisbol estadounidenses. Era capaz de citar jugadas y estadísticas de juegos de los años 1920 o 30 de forma vívida. Algunos lo aludieron también como "El "marqués de Querétaro", por su linaje familiar. Fue nieto del senador José Antonio Septién y tío de Rafael Septién, pateador del equipo de fútbol americano estadounidense, los "Angeles Rams" y del "Dallas Cowboys" en los años ochenta.

## Inicios
Pedro Septién Orozco, "El Mago", corresponde a una generación de comentaristas deportivos cultos, respetuosos y autodidactas: don Agustín González "Escopeta", Fernando Marcos, Antonio Andere Dáher, Oscar "el Rápido" Esquivel, Manuel Seyde, Francisco Rubiales, conocido como Paco Malgesto, Alonso Sordo Noriega, Pepe Alameda, Alejandro Aguilar Reyes "Fray Nano", Ángel Fernández, Dr. Manuel Loyo de Valdés, El "Conde" Gustavo Armando Calderón, Ángel Morales "Moralitos",  Jorge "Sonny" Alarcón,  Antonio Moreno "Morenito", Fernando Luengas, Carlos Trápaga Barrientos, Cutberto Fernández, "El Conejo" Figaredo, y Tomás "Tommy" Morales, contemporáneo de todos ellos. Muchos de estos comentaristas colaboraron en las difusoras radiofónicas XEW, XEQ y, posteriormente, con Telesistema Mexicano (ahora Televisa), varios de ellos como corresponsales de periódicos deportivos de la época, presentes en el momento actual. 
En octubre de 2011 se dio la última transmisión de béisbol realizada por el Mago Septién para la televisión mexicana. Con su partida finaliza una época de maravilloso ingenio; con su adiós hizo más grande el abismo entre el periodismo con sustancia y lo vacuo del actual.

## Carrera como locutor
Primer locutor de XEQ, comenzó su carrera en el micrófono en 1939 y entonces fue el narrador famoso cuando el Béisbol tuvo una fabulosa era en la década de los años cuarenta, cuando Jorge Pasquel le ofreció  la oportunidad de ver a los mejores jugadores de raza negra que no tenían lugar en las Ligas Mayores, sin faltar la campaña de 1946, la llamada "Temporada de Oro", cuando el magnate veracruzano le hizo la guerra a las Grandes Ligas y trajo a varias estrellas blancos estadounidenses. Como entonces no había aquí transmisiones directas desde los parques de las Ligas Mayores, Pedro Septién deleitó a los aficionados mexicanos con reconstrucciones de los partidos desde el estudio, con los gritos de los aficionados de fondo que era un disco manejado por los operadores. De esa manera reconstruyó cientos de juegos y peleas de box que lo ayudaron a convertirse en el número uno. Ya cuando se tuvo las transmisiones directas desde los estadios americanos, el "Mago" tuvo su primera Serie Mundial desde Nueva York en 1953 al lado del Buck Canel, el narrador famoso en América Latina de los juegos de la Gran Carpa en español. Al pasar los años, formó parte por mucho tiempo del grupo Televisa que pasaba los juegos con narraciones desde los estadios, sobre todo las Series Mundiales. Llamado el "Marques de Queretaro" el Mago Septién tenía como ídolo a "Babe" Ruth y contaba las proezas de esa leyenda que sigue vigente y de sus queridos yanquis. En total narro más de 6500 partidos de béisbol y 56 series mundiales de béisbol siendo la primera en 1939, entre los New York Yankees y los Cincinnati Reds y la más reciente la de 2011. En su honor existen dos estadios de béisbol con su nombre, uno en la población de Pacho Nuevo, en el estado mexicano de Veracruz, y otro en la capital de Querétaro, su ciudad natal.

## Ganador de "Medalla Olímpica"
Ha sido el único periodista que haya recibido una "Medalla Olímpica" por la emisión que hizo de los Juegos Olímpicos de Helsinki, Finlandia, en 1952 para la radio, y de los Juegos Olímpicos de México en 1968 para televisión. Participó en la primera transmisión de control remoto de un partido de béisbol en el parque Delta en 1956. Narró peleas de boxeo memorables de Joe Louis y Ray Robinson, aunque también se negó a estar en el combate del ídolo Raúl "Ratón" Macías. Adoró a la leyenda del Billar: Joe Chamaco. Narró la Carrera Panamericana de automovilismo y la Vuelta Ciclista de México. Actuó en películas de lucha libre principalmente y fue imagen de los primeros monitores que llegaron a México y también del brandy San Marcos.

## Salón de la Fama del Béisbol Mexicano

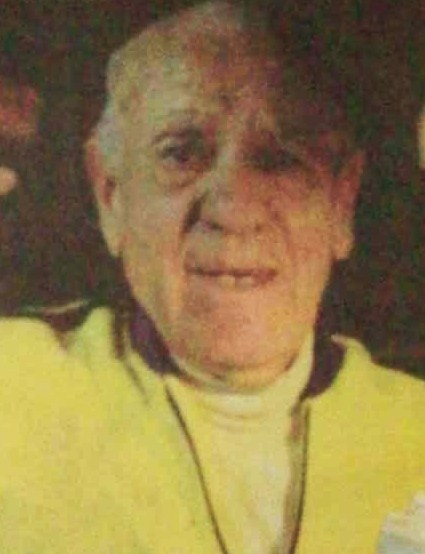
Pedro "el Mago" Septién en 2012

Desde 1988 es miembro del Salón de la Fama del Béisbol Mexicano y recibió la medalla olímpica al mejor cronista, entre decenas de reconocimientos.
Don Pedro fue un gran conocedor de historia, de artes pictóricas y de la cronología de su estirpe, heráldica y de las familias reales en todo el mundo. Vivió en La Ciudad de México y trabajó hasta su retiro en 2012 para Televisa, haciendo comentarios entre cada entrada desde los estudios en México, D. F. durante los juegos de la Serie Mundial de Béisbol, y en el Programa de Radio "Marcador Final" de la Cadena RASA.

## Fallecimiento
Pedro "El Mago "Septién murió en su casa en la Ciudad de México, debido a una neumonía, el 18 de diciembre de 2013.

## Películas
Al ser de los comentaristas más famosos, hizo apariciones en varias películas mexicanas relacionadas con el deporte, donde realizaba el papel de la vida real.
- La venganza de Huracán Ramirez (1967) con David Silva, Pepito Romay, "Tonina" Jackson, Titina Romay.
- Santo el enmascarado de plata vs. los villanos del ring (1966)
- El hijo de Huracán Ramírez (1966) con Pepito Romay, David Silva, "Tonina" Jackson, Titina Romay.
- Juventud sin Dios (1962) con Julio Alemán
- Piernas de oro (1958) con Antonio Espino "Clavillazo"
- Pepito as del volante (1957) con Pepito Romay
- Huracán Ramírez (1953) con David Silva, Carmelita González
- Una calle entre tú y yo (1952)
- El luchador fenómeno (1952) con Adalberto Martínez "Resortes"
- El beisbolista fenómeno (1952) con Adalberto Martínez "Resortes"
- Pepe El Toro (1952) con Pedro Infante, Joaquín Cordero y Amanda del LLano
- Campeón sin corona(1946) con David Silva y Amanda del Llano

## Curiosidades
Existen diversas historias con respecto al origen de su apodo, sin embargo, éste surgió debido a que realizó la narración de una pelea de box ficticia entre Jack Dempsey y Joe Louis. Posteriormente, teniendo como base un cable noticioso de entre 20 y 30 palabras, realizaba la crónica de diversos partidos de béisbol.
Existe otra versión en relación con el apodo del Mago: en su juventud fue crupier de un casino en donde gracias a sus dedos muy largos, hacía diversos trucos con las monedas y con los naipes.
Rodeado siempre de fama, lujo y esplendor, el único personaje que fue disputado en exclusividad, con un cheque en blanco y una oferta de 500 mil pesos durante la época de oro de la radio en México, dado que unió una propuesta experimental e innovadora al diario ESTO y a la XEQ durante la transmisión y reseña de la Serie Mundial de Béisbol de 1946, entre los Cardenales de San Luis y los Medias Rojas de Boston, lo cual por la novedad, fue todo un éxito.
En marzo de 2013, cuando se le realizaba una entrevista, se le preguntó sobre el Béisbol en México y como vería su futuro, a lo que Pedro Septién respondió de forma nostálgica:

El béisbol ha dado mucha satisfacción a sus espectadores mexicanos a lo largo de los años, ha ayudado ha crear consiencia deportiva, a los gobernantes para "pacificar" la población y para enaltecer al deporte de nuestro país. Pero respecto a su pregunta, fue en 1980 cuando el béisbol inició su declive, su fin por así decirlo, ya que se dió la huelga de beisbolistas, en la que se abandonaron los estadios y se dejo de promover, se dejo de difundir de por si, años atrás, solo era posible en la radio, pero que porcentaje de gente escucha radio hoy, es poca, en cambio, la televisión tiene todo el interés y atención de la gente, donde solo se promueve el fútbol, sin que este haya dado tanta satisfacción a su público como lo hizo el rey de los deportes, así yo le aseguró que el Rey de los Deportes ha muerto en México, si es que logra perdurar, ya no volverá a ser lo mismo, ya los peloteros no serán reconocidos y destacarán poco...